# Économie du Kenya
L'économie du Kenya est basée sur le marché, avec quelques entreprises d'État. Le Kenya est un marché émergent et est un pays moyennement industrialisé, en avance sur ses pairs d'Afrique de l'Est. Actuellement pays à revenu intermédiaire de la tranche inférieure, le Kenya prévoit de devenir un pays nouvellement industrialisé d'ici 2030. Les principaux secteurs d'activité de l'économie kenyane sont les services financiers, l'agriculture, l'immobilier, l'industrie manufacturière, la logistique, le tourisme, le commerce de détail et l'énergie. En 2020, le Kenya était la troisième économie d'Afrique subsaharienne, derrière le Nigéria et l'Afrique du Sud. Au niveau régional, le Kenya a une économie plus forte et plus stable que ses voisins d'Afrique de l'Est. En 2023, le pays était devenu le plus grand pôle de start-up d'Afrique, tant en termes de fonds investis que de nombre de projets.
En 2020, le Kenya se classait 56e dans le classement de la Banque mondiale sur la facilité de faire des affaires, contre 61e en 2019 (sur 190 pays). Comparé à ses voisins, le Kenya dispose d'une infrastructure sociale et physique bien développée.

## Histoire
Depuis 1993, le Kenya connaît une phase de croissance continue assez haute (aux alentours de 5 %), avec tout de même quelques variances qui sont liées à sa trop forte dépendance vis-à-vis de l’extérieur, par exemple, en 2007, son taux de croissance du PIB était de 6,8 % puis en 2008, il était de 0,2 % seulement.
En avril 2022, le ministère kényan des Finances présente un budget 2022-2023 de 28 milliards de dollars. Ce budget contient un plan pour aider à la relance de la croissance après la crise liée à la pandémie de Covid-19. L'économie kényane a crû de 7,6 % en 2021, après la sortie de la crise contre une baisse de 0,3 % en 2020, avec la perte de 700 000 emplois dans l'économie kényane, principalement dans le secteur du tourisme. La prévision gouvernementale de croissance pour 2022 est de 6 %. Ce plan (à hauteur d'1,3 milliard de dollars), qui intervient à quelques mois de l'élection présidentielle, vise aussi à créer de nouvelles infrastructures d'envergure en partie financées par la Chine,.

## Monnaie
Le shilling kényan (KES) est la monnaie nationale du Kenya, le taux de change était, au 4 mai 2018 le suivant : 1 US$ = 100,20 KES Elle est émise par la Banque centrale du Kenya, elle est venue remplacer l'ancienne monnaie coloniale britannique (le Shilling est-africain) en 1966.

## Données chiffrées
En juillet 2016 :
- Téléphones portables : 38 982 188
- Utilisateurs d'Internet : 12 165 597
- Routes : 161 452 km (dont 14 420 km goudronnés)
- Voies ferrées : 3 806 km
- Nombre d'aéroports et aérodromes : 197 (dont 16 ayant des pistes goudronnées)
- Population urbaine : 26,5 % (2017)
- Population sans électricité : 35 400 000 personnes

## Balance commerciale
Le Kenya a depuis 1995 une balance commerciale déficitaire, en effet cette année-là son déficit était de presque 600 millions d'US$, dès lors le déficit n'a cessé de se creuser, avec un plus haut en 2014 avec un déficit de 9 milliards d'US$, il a connu une réduction en 2015 puis 2016 (il n’était "plus que" de 6 milliards d'US$) mais semble repartit a la hausse puisqu'en 2017, malgré une augmentation des exportations, il s’élevait à approximativement 8 milliards de US$.
Les principaux partenaires d'exportation du pays sont ses voisins est-africains (En 2017 l'Ouganda et la Tanzanie captent à eux seuls presque 20 % du total des exportations kényanes), cela s'explique surtout par la Communauté d'Afrique de l'Est qui dispose de son propre marché commun et d'une union douanière entre les pays membres.
Ses principaux fournisseurs sont les deux "géants" asiatiques : La Chine et l'Inde avec 24,1 % et 11,2 % respectivement.

## Secteur primaire

### Exploitation des ressources naturelles

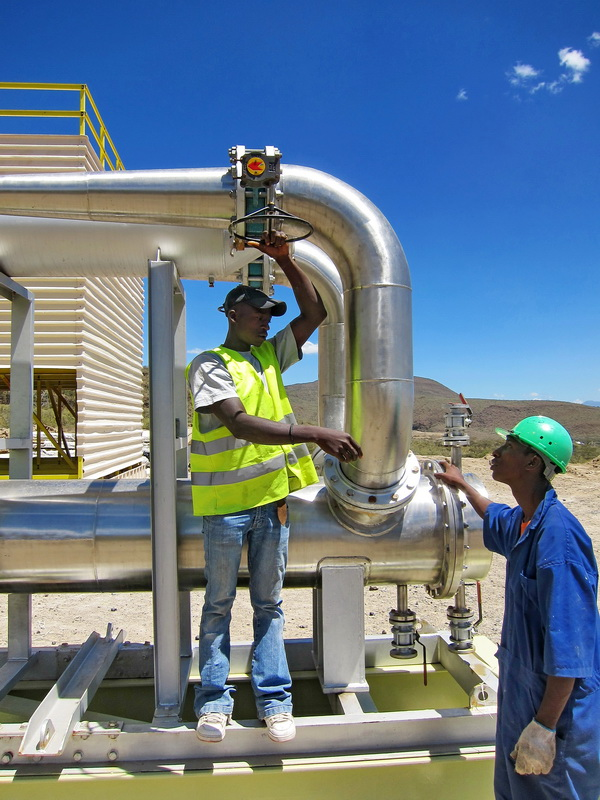
Centrale géothermique à Olkaria dans la vallée du Grand Rift en janvier 2011.

Le Kenya ne dispose pas d'autant de ressources que certains pays africains : le secteur minier, sans doute sous-exploité, ne représente que 1 % du PIB en 2016.
Le pays est idéalement situé pour l'exploitation de la géothermie (tout comme  ses voisins est-africains) et entend se positionner comme un acteur majeur dans ce domaine sur le continent africain. L'exploitation de cette énergie a commencé dès les années 1980 et se poursuit activement.
En outre, le Kenya dispose aussi d'un fort ensoleillement annuel qui est donc propice au développement de l'énergie solaire.

### Agriculture

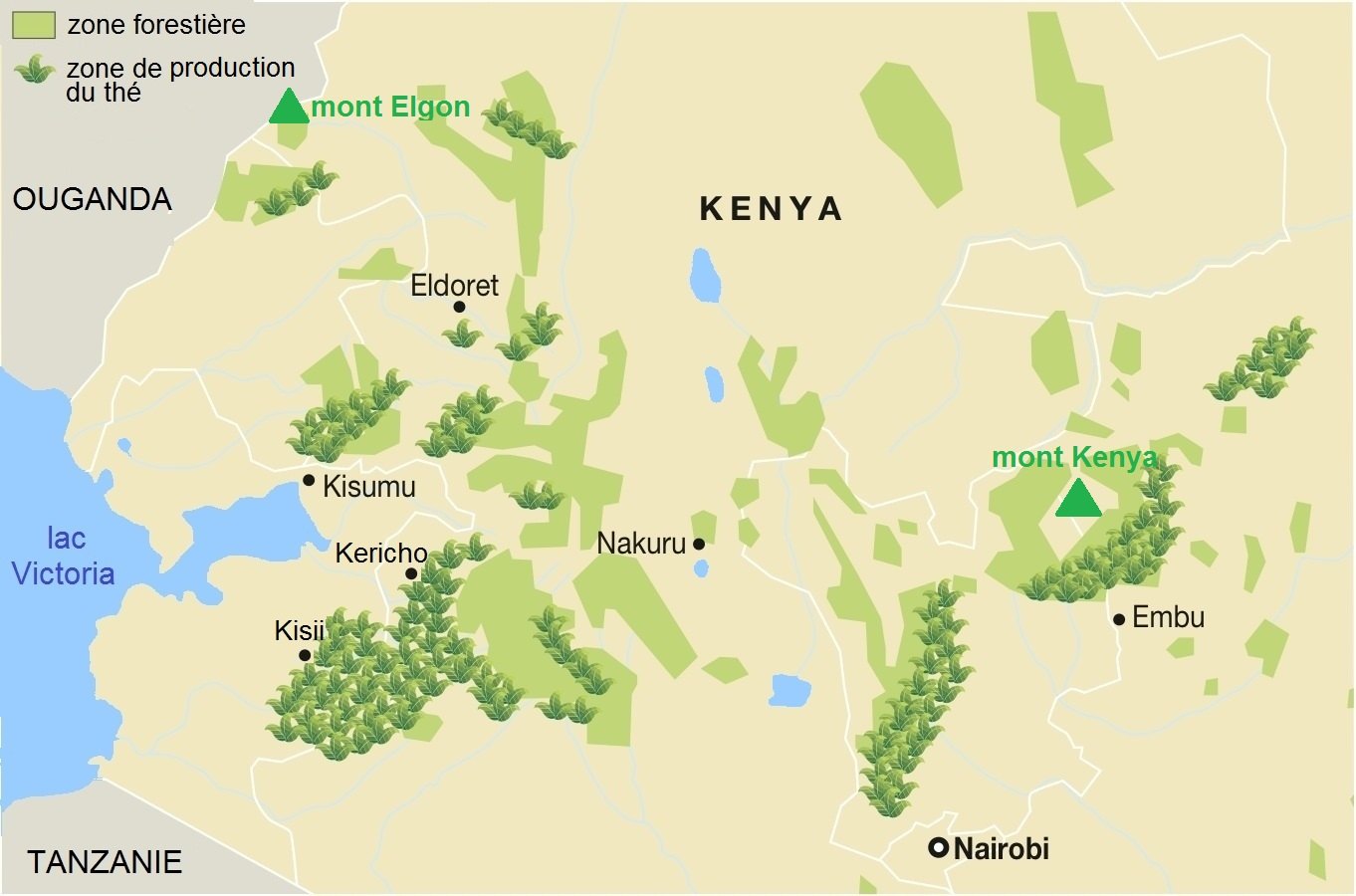
Zones de production du thé au Kenya

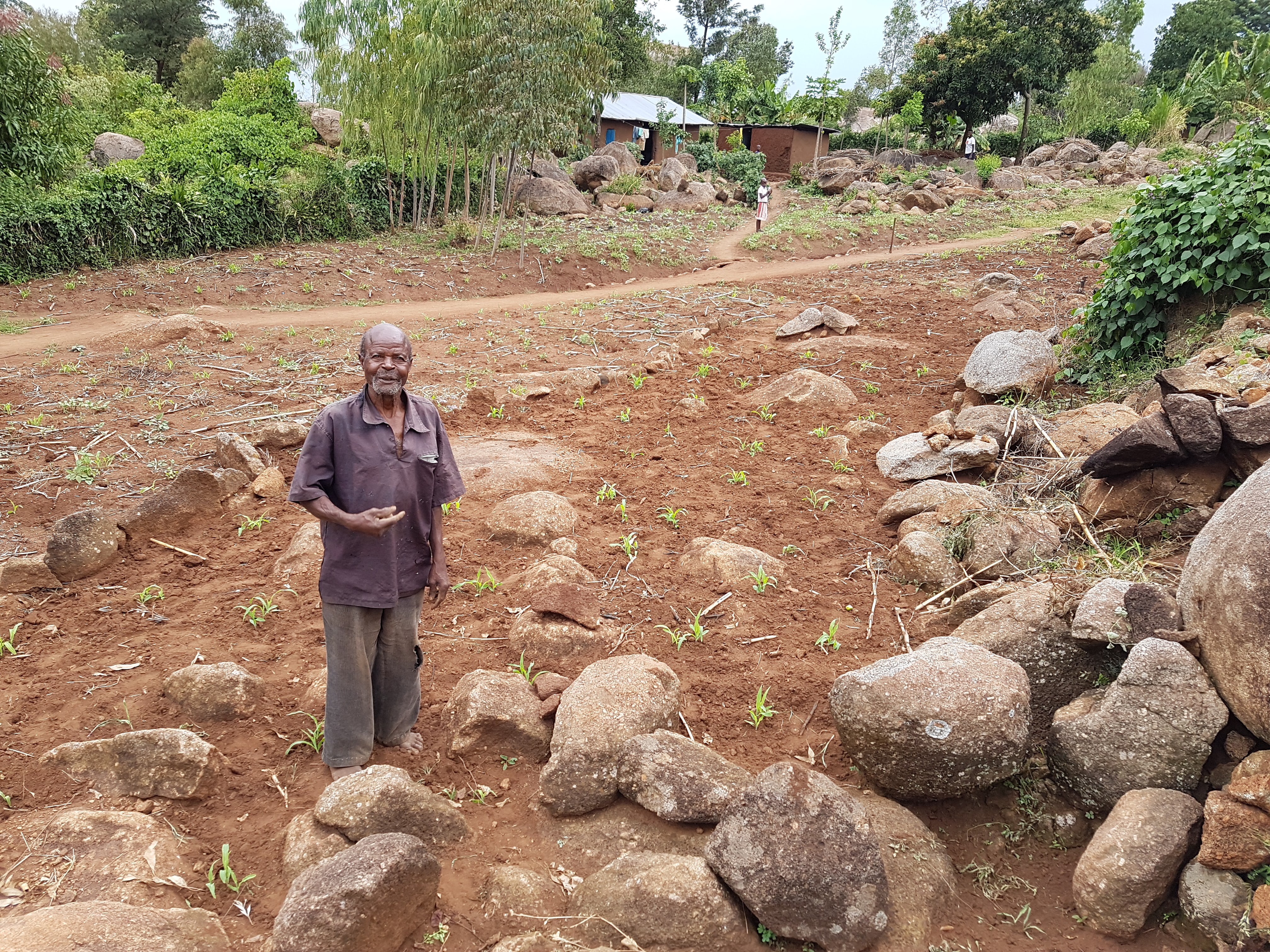
Agriculture de subsistance au milieu des rochers près de Kisumu (ancienne province de Nyanza) en août 2017.

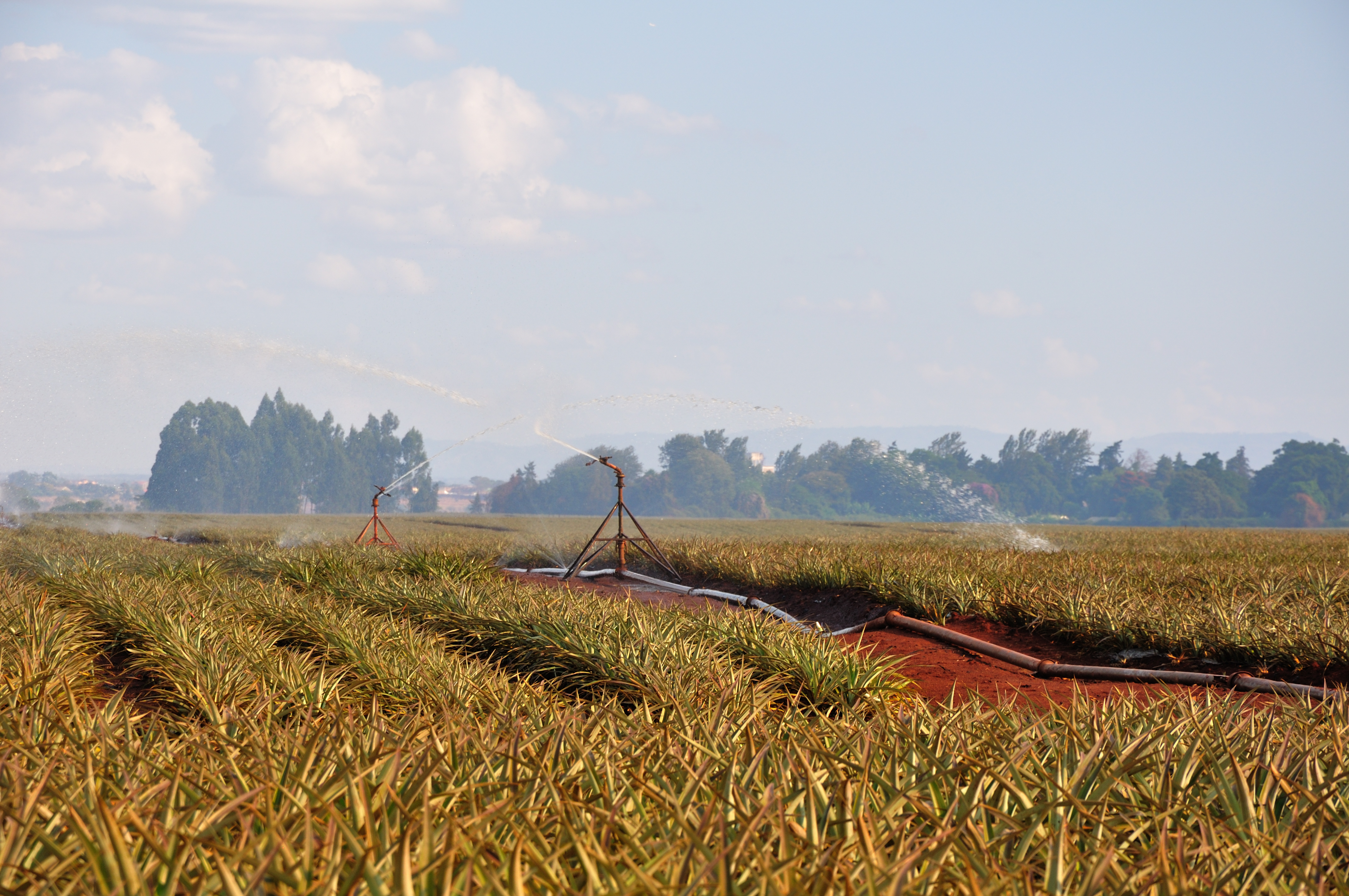
Culture irriguée de pamplemousses près de Thika (province centrale) en mars 2011.

Au Kenya, 80 % des terres sont arides ou semi-arides, les superficies cultivables sont donc très limitées, seulement 17 % sont estimés ayant un potentiel agricole moyen à élevé. De plus l'agriculture kényane reste très soumise aux aléas climatiques.
L'agriculture occupe tout de même une place très importante dans l'économie, ainsi la filière animale contribue pour près de 10 % au PIB en 2015 et fait vivre 1,8 million de personnes, elle est considérée comme un exemple de réussite en Afrique. La filière thé génère en 2015 1,12 milliard d'US$ et le Kenya est le premier exportateur mondial de thé noir. La filière horticole a un impact sur près de 2 millions de personnes et occupe une place importante à l'échelle mondiale (le Kenya est le premier fournisseur de roses de l'Union européenne). Quant à la filière sucrière, elle contribue à 7,5 % du PIB et 6 millions de personnes en dépendent (directement ou indirectement).
Le Kenya a produit en 2018:
- 5,2 millions de tonnes de canne à sucre;
- 4 millions de tonnes de maïs;
- 1,8 million de tonnes de pomme de terre;
- 1,4 million de tonnes de banane;
- 946 000 tonnes de manioc;
- 871 000 tonnes de patate douce;
- 775 000 tonnes de mangue (y compris mangoustan et goyave);
- 765 000 tonnes de haricot;
- 599 000 tonnes de tomate;
- 674 000 tonnes de chou;
- 492 000 tonnes de thé (3e producteur mondial après la Chine et l'Inde);
- 349 000 tonnes d'ananas;
- 336 000 tonnes de blé;
- 239 000 tonnes de carotte;
- 233 000 tonnes d'avocat;
- 206 000 tonnes de sorgho;
- 188 000 tonnes de pastèque;
- 179 000 tonnes de niébé;
- 169 000 tonnes d'épinard.

En plus de petites productions d'autres produits agricoles, comme papaye (131 000 tonnes), noix de coco (92 000 tonnes) et café (41 000 tonnes).

## Secteur secondaire

### Industrie

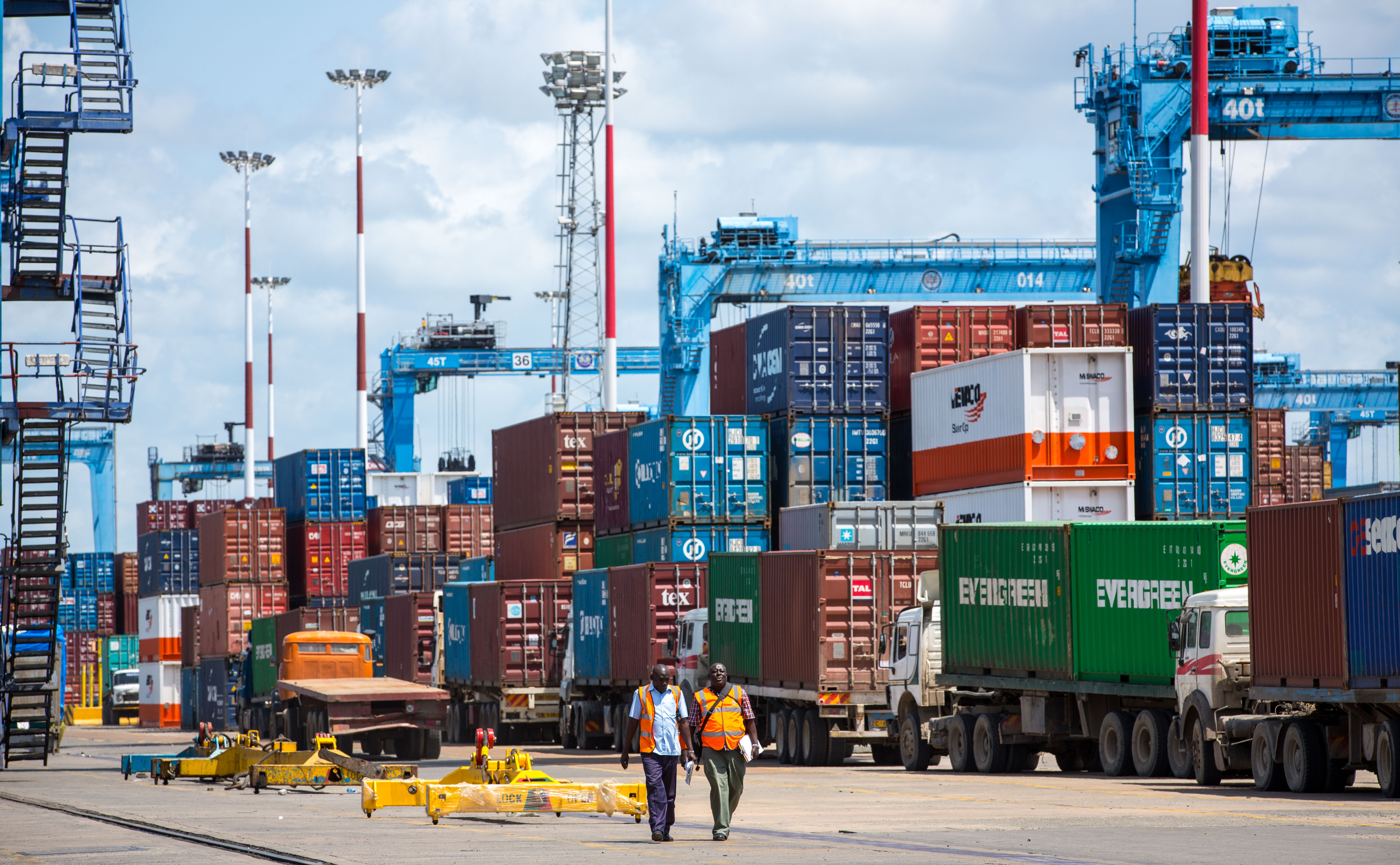
Le port de Mombasa en juillet 2015.

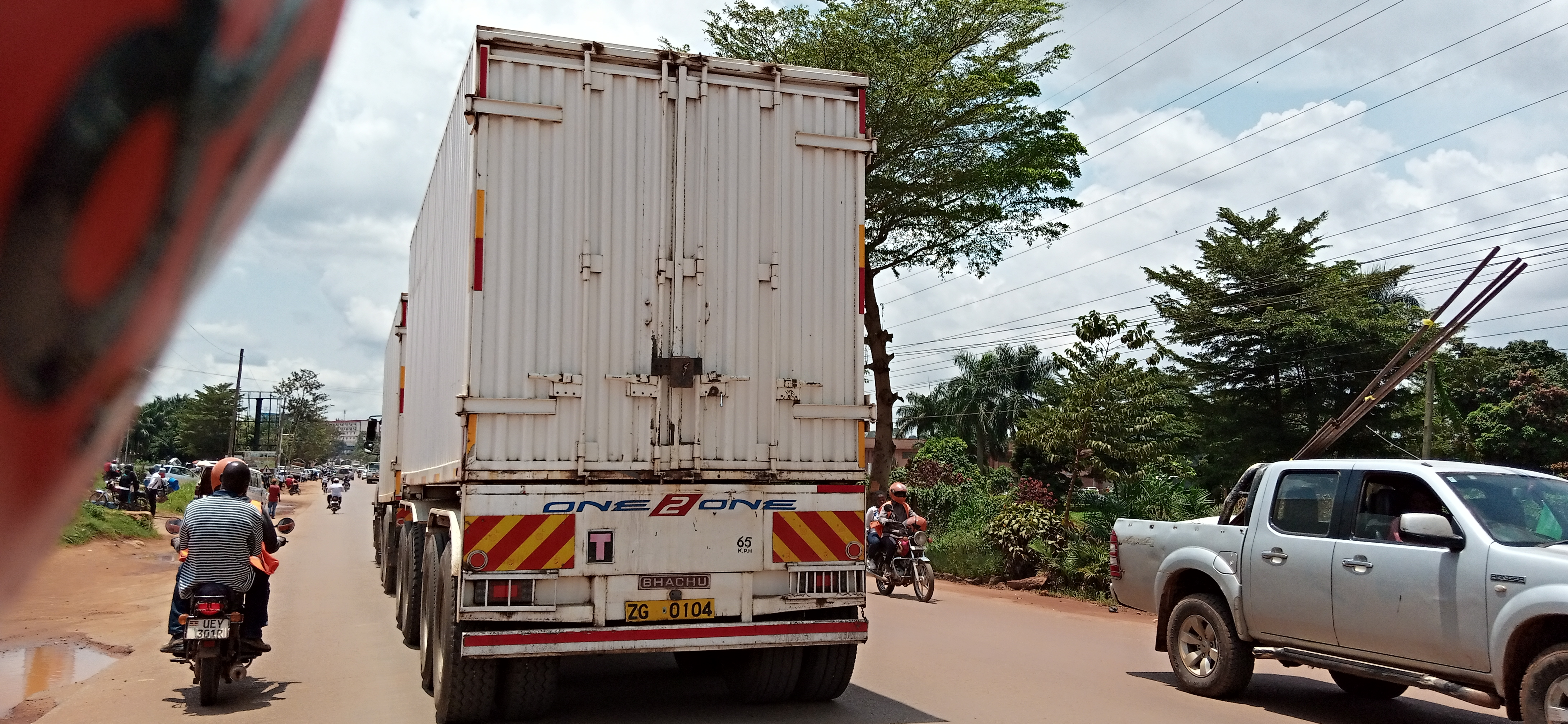
Camion Bhachu (Nairobi) circulant en Ouganda en février 2020.

Le Kenya est l'un des rares pays africains à s'être développé dans le secteur industriel, sa part de contribution au PIB reste cependant bien inférieure à celle des pays émergents, ainsi en 2016, l'industrie ne représentait que 17,7 % du PIB.
Le pays entend cependant augmenter cette part, ainsi il a créé son premier projet de zone économique spéciale (ZES) le 7 juillet 2017 à l'image de la Chine dans les années 1980 qui avaient permis une affluence des capitaux étrangers. Selon les autorités kényanes, cette première ZES devrait permettre d'attirer environ 2 milliards d'US$ d'investissements étrangers. Cette ZES s'inscrit dans la politique plus globale de Kenya Vision 2030, qui a pour but de développer plus largement l'industrie.
La principale industrie est le textile qui emploie près de 300 000 personnes et contribuait en 2016 à 9 % du PIB.

## Secteur tertiaire

### Tourisme

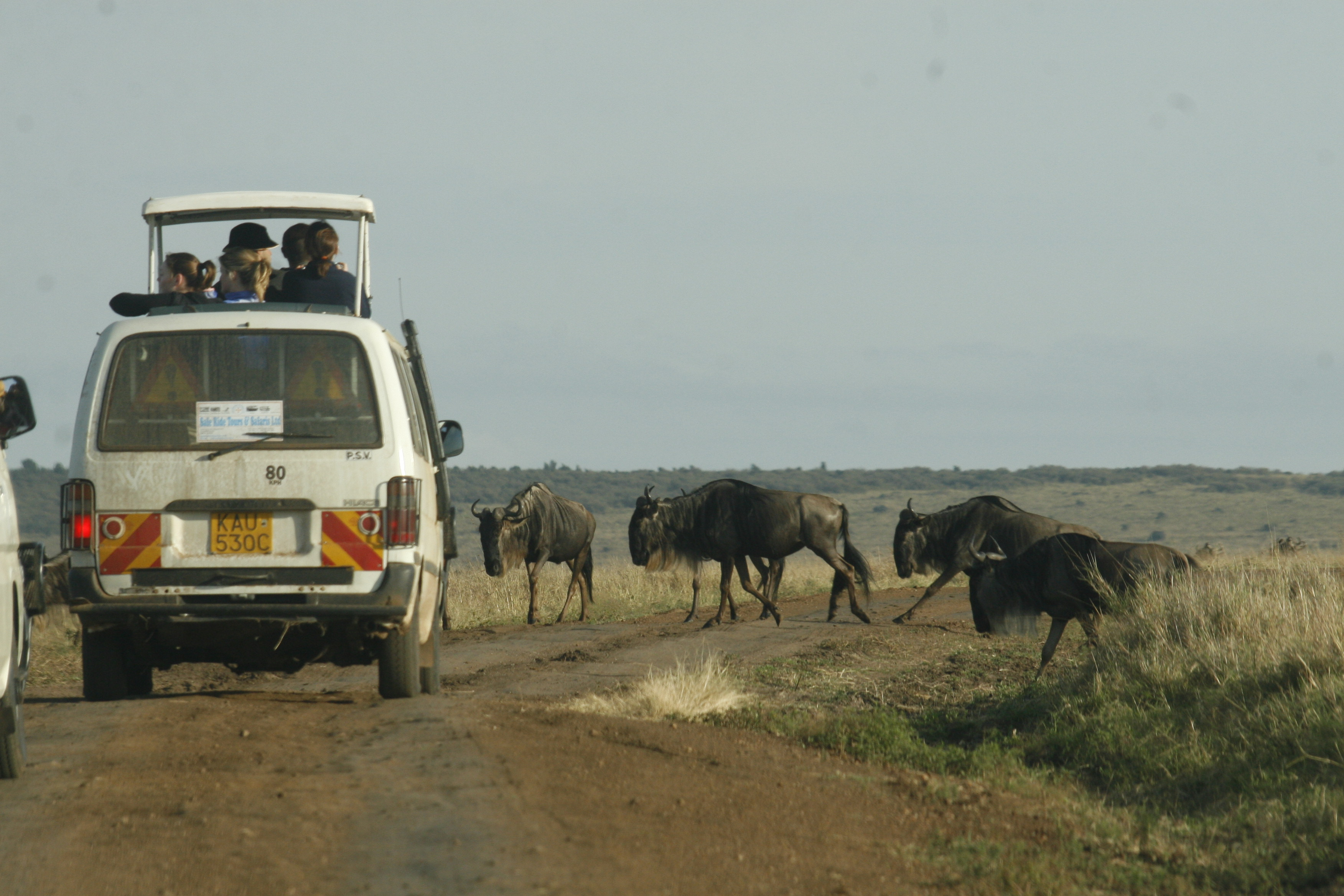
Les safaris kényans attirent chaque année des milliers de touristes étrangers.

Le tourisme représente une importante entrée de devises pour le Kenya et fait vivre une importante partie de la population, en 2016, le pays avait accueilli plus de 700 000 touristes. Le secteur reste cependant miné par les problèmes d'insécurité et notamment les attentats terroristes (plus particulièrement celui du centre commercial de Westgate à Nairobi en 2013).
Malgré tout, le secteur connaît de nouveau la croissance, ainsi, en 2017, le tourisme aurait rapporté près d'1,2 milliard d'US$ au pays.

## Autres

### Diaspora
Une importante diaspora kényane existe, en 2011, elle est d'environ 2,5 millions de personnes. En 2017, les transferts de cette diaspora se sont élevés à presque 2 milliards d'US$, ce qui est un apport non négligeable pour l'économie.